# GCC Standardization Organization

Logo der Organisation

Die GCC Standardization Organization (GSO; deutsch GCC Standardisierungsorganisation; offiziell Die Standardisierungsorganisation des Kooperationsrates für die arabischen Golfstaaten; arabisch هيئة التقييس لدول مجلس التعاون لدول الخليج العربية, DMG Haiʾat at-Taqyīs li-Duwal Maǧlis at-Taʿāwun li-Duwal al-Ḫalīǧ al-ʿArabiyya) ist eine Standardisierungsorganisation, die durch den Beschluss des Golf-Kooperationsrat (GCC; englisch Gulf Cooperation Council) in der 22. Sitzung, welche vom 30.–31. Dezember 2001 in Maskat (Oman) stattfand, gegründet wurde und die Arbeit im Mai 2004 aufnahm. Der Hauptsitz ist in Riad und in Dschidda gibt es eine Zweigstelle. Wo noch kein GSO-Standard existiert, überprüft die Organisation bestehende globale Standards und kann diese übernehmen. Der Technische Rat des GSO hat die Schaffung einer regionalen Metrologie-Organisation mit dem Namen "GULFME" beauftragt.
Die GCC Standardization Organization (GSO) wird von einem Präsidenten geleitet, der für einen Zeitraum von drei Jahren ernannt wird. Die Amtszeit kann einmal verlängert werden. Seit April 2018 hält Saud Al-Khusaibi[veraltet] dies Stellung inne. Frühere Generalsekretäre waren Rashid bin Ahmad bin Fahad (2004–2008), Anwar Yousuf Abdullah (2008–2012) und Nabil Ameen Molla (2012–2018).
Die Umsetzung der in Auftrag gegebenen Standards liegt in der Verantwortung der einzelnen Mitgliedsländer des GCC.
| Land                         | Verantwortliche Behörde                                                  |
| ---------------------------- | ------------------------------------------------------------------------ |
| Vereinigte Arabische Emirate | Ministry of Industry and Advanced Technology (MoIAT)                     |
| Bahrain                      | Bahrain Standards & Metrology Directorate (BSMD)                         |
| Saudi-Arabien                | Saudi Standards, Metrologie und Qualitätsorganisation (SASO)             |
| Oman                         | Directorate General for Specifications and Measurements (DGSM)           |
| Katar                        | Qatar General Organization for Standardization (QS)                      |
| Kuwait                       | Standards and Industrial Services Affairs – KOWSMD                       |
| Jemen                        | Yemen Standardization, Metrology and Quality Control Organization – YSMO |

## Normenbereiche
Die Standardisierungsinitiativen der GSO beinhalten:
- Wasser[9]
- Brandschutz[10]
- Halāl essen[11]
- Zigarren und Zigaretten[12]
- Lebensmittelsicherheit[13]

## Sonstiges
- Das GSO hat eine Partnerschaft mit PepsiCo.[14]
- Bis 2010 hat das GSO rund 2.700 Standards in Auftrag gegeben.[7]